# Carduus
Chardon
Ne doit pas être confondu avec Cardaria ou Cardère.
Genre
Carduus (les « vrais » chardons) est un genre de plantes à fleurs herbacées épineuses de la famille des Astéracées (ou Composées). Ce genre est très proche des cirses (genre Cirsium) avec lesquels la différence n'est pas toujours facile à faire.
Ils s'en distinguent essentiellement par les aigrettes de leurs fruits, appelées aussi pappus : les chardons ont un pappus formé de poils simples ou denticulés, tandis que les cirses ont un pappus de poils plumeux.

## Liste des espèces
Selon la Global Compositae Database (6 juillet 2024) :
- Carduus ×gillottii
- Carduus ×nyaradyanus Degen ex Nyár.
- Carduus abruzzensis Arènes
- Carduus acanthocephalus C.A.Mey.
- Carduus acanthoides L.
- Carduus acicularis Bertol.
- Carduus adpressus C.A.Mey.
- Carduus affinis Guss.
- Carduus afromontanus R.E.Fr.
- Carduus albescens Rouy
- Carduus amanus Rech.f.
- Carduus aragonensis Devesa & Talavera
- Carduus argentatus L.
- Carduus argyroa Biv.
- Carduus asturicus Franco
- Carduus aurosicus Vill.
- Carduus baeocephalus Webb
- Carduus bourgaeanus Sch.Bip. ex Boiss. & Reut.
- Carduus bourgaei Kazmi
- Carduus brunneri Döll
- Carduus budaianus Jáv.
- Carduus calabricus Arènes
- Carduus camplonensis Devesa & Talavera
- Carduus candicans Waldst. & Kit.
- Carduus cantabricus Devesa & Talavera
- Carduus carduelis (L.) Gren.
- Carduus carlinoides Gouan
- Carduus carpetanus Boiss. & Reut.
- Carduus cephalanthus Viv.
- Carduus chevallieri Barratte ex L.Chevall.
- Carduus chrysacanthus Ten.
- Carduus clavulatus Link
- Carduus collinus Waldst. & Kit.
- Carduus conjungens R.E.Fr.
- Carduus conrathii Hayek
- Carduus corymbosus Ten.
- Carduus crispus L.
- Carduus crispus Guirão ex Nyman
- Carduus cyrneus Schlüssel & Jeanm.
- Carduus dahuricus (Arènes) Kazmi
- Carduus defloratus L.
- Carduus dubius Balb.
- Carduus edelbergii Rech.f.
- Carduus estivali Arènes
- Carduus euboicus Franco
- Carduus fallax Borbás
- Carduus fasciculiflorus Viv.
- Carduus getulus Pomel
- Carduus gibsonii
- Carduus gillotii Rouy
- Carduus grassensis Briq. & Cavill.
- Carduus grenieri Sch.Bip. ex Nyman
- Carduus halanensis Degen & Lengyel
- Carduus hamulosus Ehrh.
- Carduus heteromorphus Sennholz
- Carduus hohenackeri Kazmi
- Carduus ibicensis (Devesa & Talavera) Rosselló & N.Torres
- Carduus intercedens Hausskn.
- Carduus jordanii Arènes
- Carduus juratzkae Beck
- Carduus keniensis R.E.Fr.
- Carduus kerneri Simonk.
- Carduus kirghisicus Sultanova
- Carduus kumaunensis (Arènes) Kazmi
- Carduus lanuginosus Willd.
- Carduus leptacanthus Fresen.
- Carduus leptocephalus Peterm.
- Carduus leptocladus Durieu
- Carduus leridanus Devesa & Talavera
- Carduus lesurinus Rouy
- Carduus litigiosus Nocca & Balb.
- Carduus littoralis Borbás
- Carduus lobulatus Borbás
- Carduus loretii Rouy
- Carduus lusitanicus Rouy
- Carduus macracanthus Sch.Bip. ex Kazmi
- Carduus macrocephalus Coss. ex Willk. & Lange
- Carduus majellensis Huter, Porta & Rigo
- Carduus malyi Greuter
- Carduus maritimum
- Carduus martinezii Pau
- Carduus meonanthus Hoffmanns. & Link
- Carduus meratii Arènes
- Carduus merxmuelleri Kazmi
- Carduus millefolius R.E.Fr.
- Carduus mixtus Corb.
- Carduus modestii Tamamsch.
- Carduus moritzii Brügger
- Carduus myriacanthus Salzm. ex DC.
- Carduus naegelii Brügger
- Carduus nawaschinii Bordz.
- Carduus nervosus K.Koch
- Carduus nigrescens Vill.
- Carduus novorossicus Portenier
- Carduus nutans L.
- Carduus nyassanus (S.Moore) R.E.Fr.
- Carduus occidentalis Nutt.
- Carduus olympicus Boiss.
- Carduus onopordioides Fisch. ex M.Bieb.
- Carduus onopyxos Hill
- Carduus orthocephalus Wallr.
- Carduus pancicii Sch.Bip. ex Nyman
- Carduus peisonis Teyber
- Carduus personata (L.) Jacq.
- Carduus poliochrus Trautv.
- Carduus pseudohamulosus Beck
- Carduus puechii Coste
- Carduus pycnocephalus L.
- Carduus ramosissimus Pančić
- Carduus rechingerianus Kazmi
- Carduus rivasgodayanus Devesa & Talavera
- Carduus ruwenzoriensis S.Moore
- Carduus sardous DC.
- Carduus schimperi Sch.Bip.
- Carduus schulzeanus Ruhmer
- Carduus seminudus M.Bieb. ex M.Bieb.
- Carduus semiperegrinus Aellen
- Carduus sepincolus Hausskn.
- Carduus septentrionalis Devesa & Talavera
- Carduus silvarum R.E.Fr.
- Carduus solteszii Budai
- Carduus spachianus Durieu
- Carduus squarrosus (DC.) DC. ex Lowe
- Carduus tenuiflorus Curtis
- Carduus thracicus (Velen.) Hayek
- Carduus tmoleus Boiss.
- Carduus transcaspicus Gand.
- Carduus turocensis Margittai
- Carduus uncinatus M.Bieb.
- Carduus vaillantii Arènes
- Carduus verlotii Arènes
- Carduus weizensis Hayek